# 1994年リレハンメルオリンピックの中国選手団
1994年リレハンメルオリンピックの中国選手団（1994ねんリレハンメルオリンピックのちゅうごくせんしゅだん）は、1994年2月12日から2月27日までノルウェーのオップラン県リレハンメルで開催された1994年リレハンメルオリンピックの中国選手団、およびその競技結果。

## 概要
今大会は銀メダル1個、銅メダル2個の合計3個のメダルを獲得した。

## メダル
| メダル | 選手名 | 競技               | 種目         |
| ------ | ------ | ------------------ | ------------ |
| 銀     | 張艶梅 | ショートトラック   | 女子500m     |
| 銅     | 陳露   | フィギュアスケート | 女子シングル |
| 銅     | 葉喬波 | スピードスケート   | 女子1000m    |

## スケート

### フィギュアスケート
- 張民
  - 男子シングル：20位
- 陳露
  - 女子シングル：銅メダル